# Jack Cosgrove
Jack R. Cosgrove  (* 9. Juni 1902 in Kalifornien; † 10. März 1965 in Hermosa Beach, Kalifornien) war ein US-amerikanischer Spezialeffektkünstler.

## Leben
Cosgrove begann seine Filmkarriere 1934 als Kulissenmaler für Horrorfilme wie Frankensteins Braut und Tödliche Strahlen. Stilbildend waren vor allem seine Matte-Painting-Arbeiten bei frühen Technicolor-Filmen von Mitte der 1930er-Jahre. Später war er für fotografische und optische Spezialeffekte zuständig. Für seine Effekte für den Monumentalfilm Vom Winde verweht wurde er 1940 erstmals für den Oscar nominiert. Bis 1946 folgten vier weitere Nominierungen, darunter für Rebecca und Ich kämpfe um dich. In den 1940er Jahren wirkte Cosgrove zudem teilweise als Regisseur für Spezialeffekte und war in den 1950er Jahren an einigen B-Movies wie Invasion vom Mars beteiligt. 1956 war er für optische Spezialeffekte für Giganten zuständig, den letzten Film von James Dean.
Cosgrove drehte 1960 seinen letzten Film und verstarb 1965 im Alter von 62 Jahren.

## Filmografie (Auswahl)
- 1935: Frankensteins Braut (Bride of Frankenstein)
- 1936: Tödliche Strahlen (The Invisible Ray)
- 1937: Der Gefangene von Zenda (The Prisoner of Zenda)
- 1937: Ein Stern geht auf (A Star Is Born)
- 1939: Der Henker von London (Tower of London)
- 1939: Vom Winde verweht (Gone with the Wind)
- 1940: Der große Diktator (The Great Dictator)
- 1940: Rebecca
- 1941: So Ends Our Night
- 1942: Der große Wurf (The Pride of the Yankees)
- 1944: Als du Abschied nahmst (Since You Went Away)
- 1945: Ich kämpfe um dich (Spellbound)
- 1946: Duell in der Sonne (Duel in the Sun)
- 1948: Johanna von Orleans (Joan of Arc)
- 1949: Der Teufelshauptmann (She Wore a Yellow Ribbon)
- 1952: Meuterei auf dem Piratenschiff (Mutiny)
- 1953: Invasion vom Mars (Invaders from Mars)
- 1956: Giganten (Giant)

## Auszeichnungen
- 1940: Oscar-Nominierung für Vom Winde verweht
- 1941: Oscar-Nominierung für Rebecca
- 1943: Oscar-Nominierung für Der große Wurf
- 1945: Oscar-Nominierung für Als du Abschied nahmst
- 1946: Oscar-Nominierung für Ich kämpfe um dich